# 브랜디드 콘텐츠
브랜디드 콘텐츠(branded contents)란 기업 스스로 자신들의 브랜드를 콘텐츠화 한 것이다.

## 개요
브랜드에 의한 콘텐츠로서 소비자에게 공감, 즐거움을 제공하기 위한 목적의 콘텐츠에 브랜드의 메시지를 녹여 소비자가 상업적 목적을 어느 정도 묵인한 채 자연스럽게 받아들일 수 있도록 만든 광고라고 정의할 수 있다. 즉, 브랜드의 목적을 달성하기 위해 제작되는 모든 콘텐츠를 브랜디드 콘텐츠로 보며, 브랜드가 원하는 설득적 메시지를 일방적으로 전달하는 것이 아닌 소비자에게 정보, 오락, 문화적 가치를 제공할 수 있는 콘텐츠에 브랜드를 담아내는 방식으로 제작된다.

## 일반 광고와의 차이점
이전의 일반 광고가 주로 상업적 목적을 추구했다면, 브랜디드 콘텐츠는 포괄적이며 문화적인 목적을 추구하며, 재미 위주의 스토리를 중심으로 소비자 사이에서 자발적인 정보 공유와 습득이 가능하게 한다. 이같은 특성으로 소비자의 흥미를 이끌어 내며, 광고에 대한 소비자의 거부감을 줄일 수 있다.
| 일반 광고 (advertising)                   | 브랜디드 콘텐츠 (branded contents)          |
| ----------------------------------------- | ------------------------------------------- |
| 소비자가 광고로 인식                      | 소비자가 콘텐츠로 인식                      |
| 일방적인 정보 제공                        | 자발적인 정보 습득 및 공유                  |
| 제품, 상품 정보 중심 (직접적인 상품 노출) | 스토리 중심, 재미 추구 (간접적인 상품 노출) |

## 유형
브랜디드 콘텐츠는 브랜드 커뮤니케이션에 사용된 정보적 요소, 즉 영화, 게임, 비디오, 음악, 공연, 방송, 뉴미디어, 출판, 지식정보, 캐릭터 등이 단독 혹은 조합된 내용물이므로 그 범위가 매우 광범위하다.

### 1. 온라인 브랜디드 콘텐츠
온라인 광고는 전통매체 대비 타깃 맞춤형, 계량적 효과측정이 쉽다. 기업이 온라인 콘텐츠 중심의 커뮤니케이션을 전개하는 이유는 온라인 광고의 특성에 기인한다. 즉, 온라인 광고의 장점은 타깃지향의 맞춤형 광고가 가능하며 계량적 광고효과 측정이 쉬운 점 그리고 여전히 광고비용이 상대적으로 저렴하다는 점이다. 광고비의 부담을 줄이면서도 광고의 제작과 게재, 갱신을 쉽게 할 수 있다.

#### 디스플레이 광고
'노출형' 광고를 말한다. 전통적으로 소비자의 의도와 관계없이 웹사이트상에 표출되는 배너광고와 리치미디어 광고 등이 해당되며, 비교적 최근에 등장한 SNS 연계 바이럴 영상이나 일종의 광고형 기사인 네이티브 광고도 새로운 개념의 디스플레이 광고 범주에 포함될 수 있다.

#### 검색 광고
인터넷 검색사이트를 이용한 광고로, 브랜드 및 일반명사로 키워드를 검색할 때 노출된다. 부동산 관련 키워드를 검색해 기사에 들어가면 측면에 아파트 분양 광고가 뜨고, 경제 기사에는 증권사 광고가 함께 실리는 식이다. 기사에 대한 주목도가 클수록, 기사와 광고 내용 간 관련성이 클수록 광고 효과는 커진다.

#### 네이티브 광고
매체 고유의 성격(네이티브)과 색깔에 맞게 만든 광고를 뜻한다. 즉, 매체나 기사, 콘텐츠 등 '해당 플랫폼의 핵심 콘텐츠를 광고화해 보여주는 것'으로 재정의된다. 현재 네이티브 광고는 SNS를 중심으로 활성화되고 있다. 예컨데 페이스북의 타임라인을 보면 마치 친구의 타임라인처럼 보이지만 실은 광고 형식인 '스폰서 광고'가 등장하는 식이다. 기존 광고들과는 달리 웹사이트 이용자가 경험하는 콘텐츠 일부로 작동해 사용자의 관심을 거부감 없이 적극적으로 끌 수 있다.

### 2. 게임 브랜디드 콘텐츠
게임은 커뮤니케이션 영역에서 가장 오래된 소재 가운데 하나이다. 사람들의 호기심을 이용하는 문답법이라는 수사법이 고대부터 사용되었으며 추첨이나 퀴즈를 통해 당첨자나 정답자에게 경품을 주는 세일즈 프로모션 기법이 마케팅 역사 초기부터 있어왔는데, 모두 게임 요소가 포함돼 있다. 최근에는 스마트폰의 보편화로 게임 또는 '게임화'를 적용하려는 움직임, 즉 '게이미피케이션(gamification)'이 증가하고 있다. 게임이 아닌 분야에 게임요소와 메커니즘을 적용해 문제해결과 행동변화를 유도하는 것이다. 이는 여러 분야와 결합해 효과를 얻을 수 있다는 점에서 환경문제나 공공안전 등과 같은 지속적이고 세계적인 문제를 해결하는 데에도 많이 활용되고 있다.

#### 게임 광고
게임요소를 활용한 광고를 '게임 속 광고' 또는 '게임 광고'라고 부른다. 게임 속 광고란 게임 콘텐츠 내 가상공간에서 광고를 보여주는 것을 말한다. 게임요소 활용방법은 크게 두 가지가 있다.
1. PPL: 기존 게임에 브랜드나 브랜드네임을 배치하는 방법이다. 게임에 등장하는 아이템이나 게임의 배경에 제품을 삽입하는 방식이 그것이다. 게임의 런처(launcher)나 로딩타임, 대기방 등에 디스플레이 광고나 배너, 동영상광고를 집행하는 광고 유형도 있다.
2. 버추얼 콘텐츠: 가상(virtual)의 시뮬레이션을 기반으로 브랜드를 경험하는 방법이다. 이는 보다 적극적인 게임요소 활용방법으로서 광고 자체가 새로운 게임적 콘텐츠 및 게임 기법을 개발하는 것을 말한다.

#### 기능성 게임
특별한 목적을 위해 설계된 게임을 말한다. 게임의 주요 목적인 오락성보다는 특별한 목적에 비중을 두며, 건강, 홍보, 교육, 경영, 의료, 광고, 복지 등 다양한 범위로 확장된다. 과거에는 교육적 측면만 중시되다 보니 그래픽이나 영상을 상대적으로 소홀히 했다. 앞으로는 기술의 발전으로 콘솔게임이나 온라인게임에서 구현되는 고화질의 사실적 표현이나 체험적 기술이 확대되어 적용될 전망이다. 기능성 게임 유형을 주요 목적과 영역에 따라 분류하면 다음과 같다.
1. 건강 기능성 게임: 게임과 운동을 결합한 형태. 운동의 성과를 게임으로 표현하는 등 운동용 기구에 컴퓨터 게임의 요소를 더해 운동효과를 높이려는 시도이다.[1]
2. 교육 기능성 게임: 학습효과를 극대화하기 위해 개발된 게임을 말한다. 교육과 엔터테인먼트의 합성어인 '에듀테인먼트'와 같은 개념. 학생에게 교과 내용을 재미있게 전달하기 위한 게임, 전문직에 종사하는 근로자를 훈련시키기 위한 게임 등이 있다.[2]
3. 치료 기능성 게임: 게임 플레이를 통한 가상체험을 통해 질병에 대한 정보, 예방 및 대처 방법을 알 수 있도록 하는 게임이다. VR 기술을 이용해 직접 치료하기 힘든 공황장애 등을 치료하는 게임도 있다.[3]
4. 군사훈련 기능성 게임: 가상의 군사훈련을 위한 게임이다. 실제장비로 훈련하기에는 비용이 많이 드는 경우나 환경이 적합하지 않은 경우 (예: 비행 시뮬레이션) 등에 사용된다.[4]

### 3. 1인 미디어·영상 브랜디드 콘텐츠
1인 미디어는 광고계에 큰 변화를 초래하고 있다. 과거 매스 커뮤니케이션 중심의 사회에서 수동적 정보수용자였던 개인은 새로운 미디어 환경에서 정보의 송신자이자 전달자로서의 역할을 할 수 있게 되었다.

#### 블로그
블로그는 대표적인 1인 미디어로서 현대의 바이럴 마케팅에서 적극적으로 활용하는 중요한 커뮤니케이션 도구이다. 바이럴 마케팅을 위한 커뮤니케이션은 고객이 마케팅 메시지를 확산하고 제품이나 서비스를 주위에 알리는 '자발적 대변인' 역할을 하도록 유도한다. 또한 소비자에게 신뢰를 주는 등 긍정적 관계를 구축하고 유지하는 데 중요한 역할을 한다. 한편 블로그의 정보원천, 즉 운영주체가 기업이나 개인이냐에 따른 소비자의 반응에는 차이가 없다는 연구결과도 있다. 이는 일반적인 1인 미디어로서 개인의 영향력 못지않게 기업이 운영하는 블로그의 영향력도 무시할 수 없음을 시사한다.

#### UCC
UCC(user created contents)는 말 그대로 보통사람이 직접 콘텐츠의 생산활동에 참여하는 것이다. UCC는 독특하고 흥미로운 아이디어를 기반으로 인터넷을 이용하여 짧은 시간에 많은 사람의 주목을 받을 수 있었다. 하지만 촬영 기법이나 편집, 기술력 등의 부족으로 일부를 제외하곤 개인의 순수한 창작물 정도로만 인식되었다. 그러나 이후 스마트폰이 대중적으로 보급되고 카메라, 편집, 녹음 등 갖가지 기능을 갖춘 기기와 어플리케이션들이 개발되자 개인 창작자들은 이전과는 비교할 수 없는 세련된 콘텐츠를 만들 수 있게 되었다. 이른바 크리에이터의 시대가 펼쳐지게 된 것이다. 점차 좋은 콘텐츠들이 생겨나자 수용자들은 자신의 취향에 맞는 콘텐츠를 골라 보게 되고 자신과 취미를 함께 하는, 혹은 함께 하려는 현상이 벌어졌다. 그리고 콘텐츠를 공유하기 시작한다. 이런 과정을 거치면서 개인은 집단(cummunity)이 되고 집단이 대중(mass)으로 확대되자 광고를 통한 수익을 창출할 수 있는 비즈니스 환경이 형성되었다. 그동안 매체 수용자(이용자)에만 머물던 보통사람이 직접 제작자가 된 것이다. UCC의 유형은 다음과 같다.
1. 인터넷 1인 방송: 카메라와 마이크 등 간단한 장비로 PC, 스마트폰, 태블릿 PC를 이용해 실시간 방송을 할 수 있는 대표적인 1인 미디어이다. 웹이나 모바일을 통해 실시간 스트리밍 혹은 주문형 (VOD) 방식으로 동영상 서비스를 제공한다. 먹방, 쿡방, 게임, 증권, 스포츠중계, 공부, 뷰티 등 방송 콘텐츠에 제한이 없다.
2. UCC 자체: 방송이 아닌 UCC 자체를 브랜드 광고나 홍보수단으로 활용하는 경우이다. 유명한 1인 BJ(broadcasting jockey · 크리에이터)를 활용해 영상을 직접 제작하거나 해외 광고를 더빙한다.
3. 동영상 (바이럴 영상): 기업이 UCC 형태의 동영상을 제작해 활용하는 경우를 말한다.

#### MCN
인터넷 1인 방송을 양성하고 지원, 관리해 이윤을 창출하는 사업 모델을 말한다. 국내의 경우 아프리카TV와 CJ E&M이 시장 선도자로 활동하고 있으며, 2015년부터 '메이크어스', '트레저 헌터', '샌드박스 네트워크', '어썸엔터테인먼트' '비디오빌리지' 등 다양한 색깔을 가진 MCN 스타트업이 가세하는 중이다. MCN의 장르는 다음과 같다.
1. 스낵컬쳐, 스낵비디오: 스낵컬쳐(snack culture)란 시간과 장소에 구애받지 않고 즐길 수 있는 스낵처럼 출퇴근 시간이나 점심시간 등에 10~15분 내외로 간편하게 문화생활을 즐길 수 있는 문화 콘텐츠이다.
2. 72초 TV: 스낵컬쳐의 한 형태로, 단 72초 만에 기업의 제품이나 서비스를 홍보하는 영상이다. 짧은 컷의 속도감 있는 연결과 긴박한 내레이션을 통해 빠르게 전개되며, 삼성전자, 네이버, CJ E&M 등의 기업이 이들 제작자와 협업하여 시청자에게 광고에 대한 거부감을 줄여주는 방향으로 마케팅에 활용하는 사례가 늘어나고 있다.
3. 웹드라마: 웹드라마, 웹소설, 웹툰 등은 스낵컬쳐의 대표적 유형이다. 웹드라마는 유튜브 채널을 통해 시간과 장소에 구애받지 않고 가볍게 볼 수 있는 SNS 형식의 드라마로, 주로 기업에서 홍보나 간접광고 등을 목적으로 다양하게 제작한다.[5]

### 4. 공간 브랜디드 콘텐츠
마케팅에 활용되는 '공간'은 소비자가 브랜드를 경험하고 브랜드와 관계를 갖게 하는 브랜디드 콘텐츠이다. 전통적인 매체광고처럼 일반적인 전달이 아닌, 이벤트, 전시 등의 요소를 통해 경험하게 하고 보여주고 기념하고 느끼게 한다. 브랜드가 소비자에게 말을 걸고 소비자는 모든 감각을 통해 브랜드를 경험하는 작용을 통해 공간은 소비자와 브랜드를 감각적으로 연결해준다. 이처럼 공간 미디어를 활용해 사람들에게 경험을 만들어내는 총체적 경험 마케팅 활동을 '공간 마케팅'이라 한다. 경험하고 즐기면서 습득한 메시지는 쉽게 각인되고 오래 지속된다는 점을 이용한다.

#### 플래그십 스토어
판매공간과 엔터테인먼트 기능공간의 성격이 적절히 조화된 곳이다. 브랜드와 공간이 결합된 개념으로 '상품의 이미지를 전달하고 홍보하기 위해 고객과 커뮤니케이션하는 공간'을 말한다. 광고를 비롯해 스폰서십, 촉진 등 브랜드를 대상으로 한 홍보 이벤트 효과를 제공하는 등 단순히 판매를 위한 매장 그 이상의 상징성을 갖는다.

#### 랜드마크
랜드마크가 되기 위해서는 외형적으로 눈에 띄어야 한다. 이를 위해 건물의 규모를 키우거나 상징물을 설치하고, 간판을 새롭게 하거나, 건물 외형을 독특하게 디자인하거나, 건물 자체가 하나의 메시지가 되게 만드는 등의 방법을 사용한다. 특색 있는 건물은 회사 홍보는 물론이고 지역사회의 중요한 상징물로 발전하게 된다.

#### 전시회
전시회란 유형 또는 무형의 상품을 매개로 제한된 장소에서 일정한 기간 동안 구매자를 대표하는 참관객, 생산자를 대표하는 전시자 간에 거래와 상호이해를 주목적으로 진행되는 일체의 마케팅 활동을 말한다. 구체적으로 전시회의 목적에는 PR을 비롯해 신제품 소개, 시장조사, 기업 및 제품 인지도 제고 등이 있다.

### 5. OOH 브랜디드 콘텐츠
OOH(out of home: 옥외) 광고는 가장 오래된 전통매체이자 새로운 유형의 브랜디드 콘텐츠가 다양하게 시도되는 첨단매체이기도 하다. 집 밖의 공적 환경에서 우연적으로 노출되는 광고 속성을 지니며, 평범한 옥외 생활공간이나 뜻밖의 상황에서 노출됨으로써 사람들의 기대를 위반하는 표현전략을 구사한다. 예상하지 못한 장소에서 만나는 광고는 의외성을 갖는데, 이 의외성은 적절하고 가치 있는 정보 콘텐츠와 결합할 때 재미와 반가움 같은 긍정적 효과를 줄 수 있다.

#### 디지털 사이니지
전광판과 같은 기존의 사이니지(signage)에 디지털 네트워크 기술 및 디스플레이 기술이 접목된 것으로, 옥외 뿐만 아니라 실내도 포함하는 개념이다. 설치형태에 따른 유형으로는 미디어 파사드형, 휴대/웨어러블형, 쇼케이스/스크린도어형, 키오스크형 등이 있다.

#### 엠비언트 광고
엠비언트(ambient)는 1999년 영국의 광고산업에서 사용하던 전문용어였으나 최근 OOH 광고산업에서 보편화된 용어로 자리 잡았다. 주변에서 흔히 볼 수 있는 사물이나 자연환경 등을 이용한 옥외광고를 말한다. 길바닥, 가로수, 전복대, 벤치 등 모든 생활시설이나 공간이 광고매체로 활용되며 행인, 지하철이나 버스 승객 등 사람을 광고모델로 활용하기도 한다. 즉, 소비자가 접하는 모든 것이 광고매체가 될 수 있다는 특성을 갖는다. 익숙한 사물을 광고목적에 부합되는 형태로 보여줌으로써 소비자의 흥미를 자극해낼 수 있다.

#### POP 광고
POP는 구매시점(point of purchase)의 약자이다. 구매장소에서 접촉하는 모든 광고로, 구매현장에서 소비자의 구매욕구를 자극해 구매로 연결시키는 세일즈 프로모션 매체이다. 대표적으로 테이블 윗면에 설치하는 배너와 패널, 계산대 디스플레이, 상품의 별도 패키지 등이 있다

## 참고 문헌
- 다중채널네트워크(MCN) 활용 브랜디드 콘텐츠 제작 현장의 특성에 관한 연구 / 김태호 / 건국대학교 언론홍보대학원
- 브랜디드 콘텐츠 정보, 감정, 브랜드 개입의 역할이 브랜드 태도에 미치는 영향 / 김다희 / 성균관대학교 일반대학원
- 게이미피케이션 개념을 적용한 브랜디드 콘텐츠 사례 연구 / 나지영, 박영일, 김혜빈 / 이화여자대학교 융합콘텐츠학과
- 브랜디드 콘텐츠를 통한 브랜드 경험이 제품유형에 따라 브랜드 태도와 구매의도에 미치는 영향 / 김소현 / 홍익대학교 대학원
- 브랜디드 콘텐츠: 광고 다음의 광고 / 김운한